# Amundsen Coast

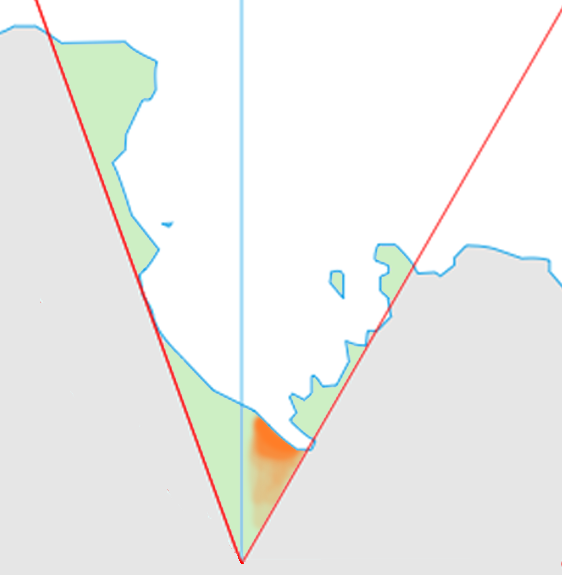
Położenie na mapie regionu Morza Rossa

Amundsen Coast – część wybrzeża Antarktydy u stóp Gór Królowej Maud, pomiędzy Lodowcem Scotta, który dzieli je od Gould Coast, a lodowcem Liv Glacier, dzielącym je od Dufek Coast.
Nowozelandzki komitet ds. nazw Antarktydy nazwał je na cześć Roalda Amundsena, norweskiego polarnika, który poprowadził pierwszą udaną wyprawę na biegun południowy w latach 1910–1912. Wyprawa dotarła przez Lodowiec Szelfowy Rossa na to wybrzeże, podróżując na saniach z bazy Framheim. Polarnicy wspięli się na Płaskowyż Polarny przez Lodowiec Axela Heiberga, schodzący z gór do tego wybrzeża.